# Filialkirche St. Margarethen (Tiffen)

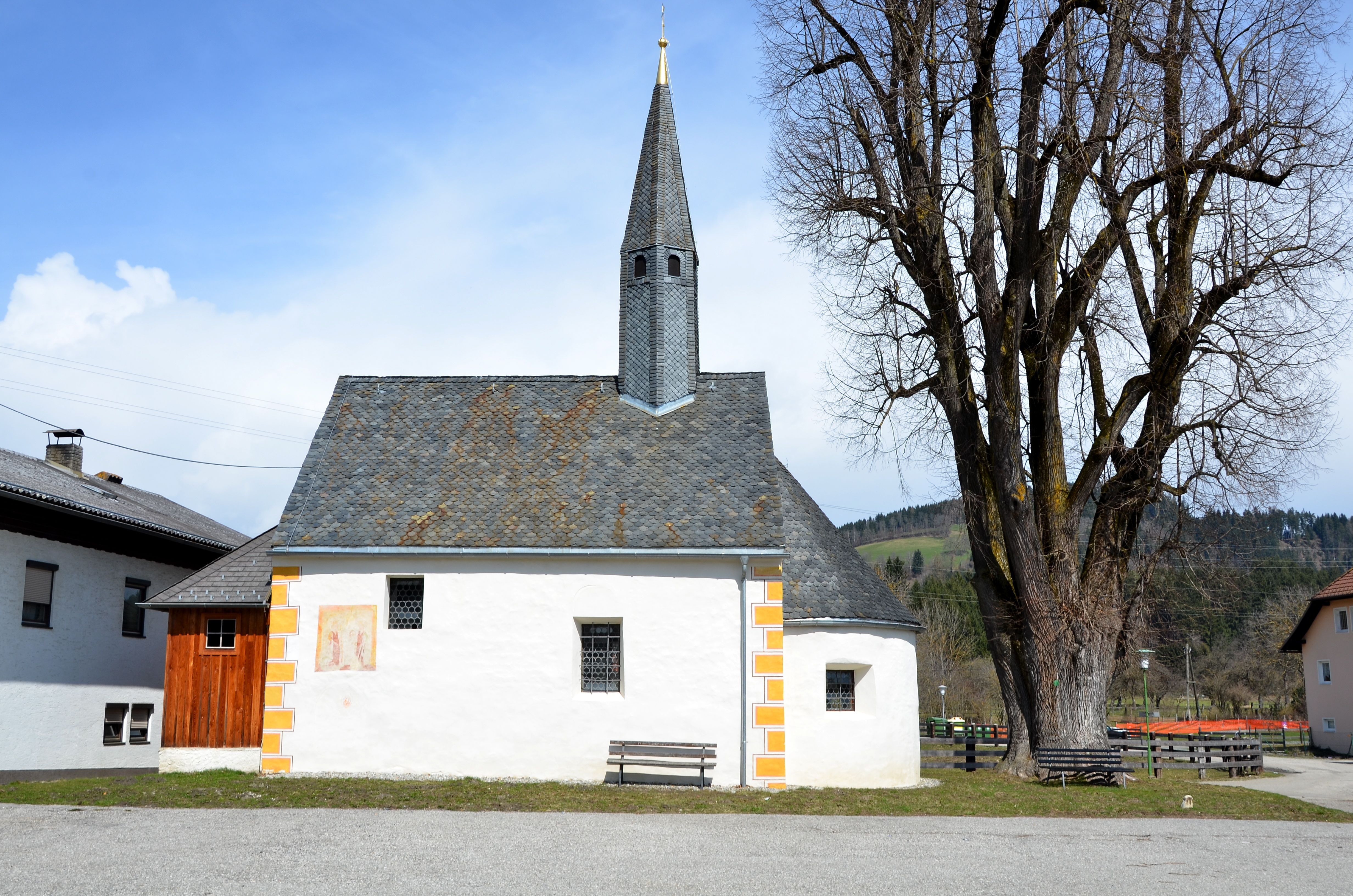
Ansicht von Süden

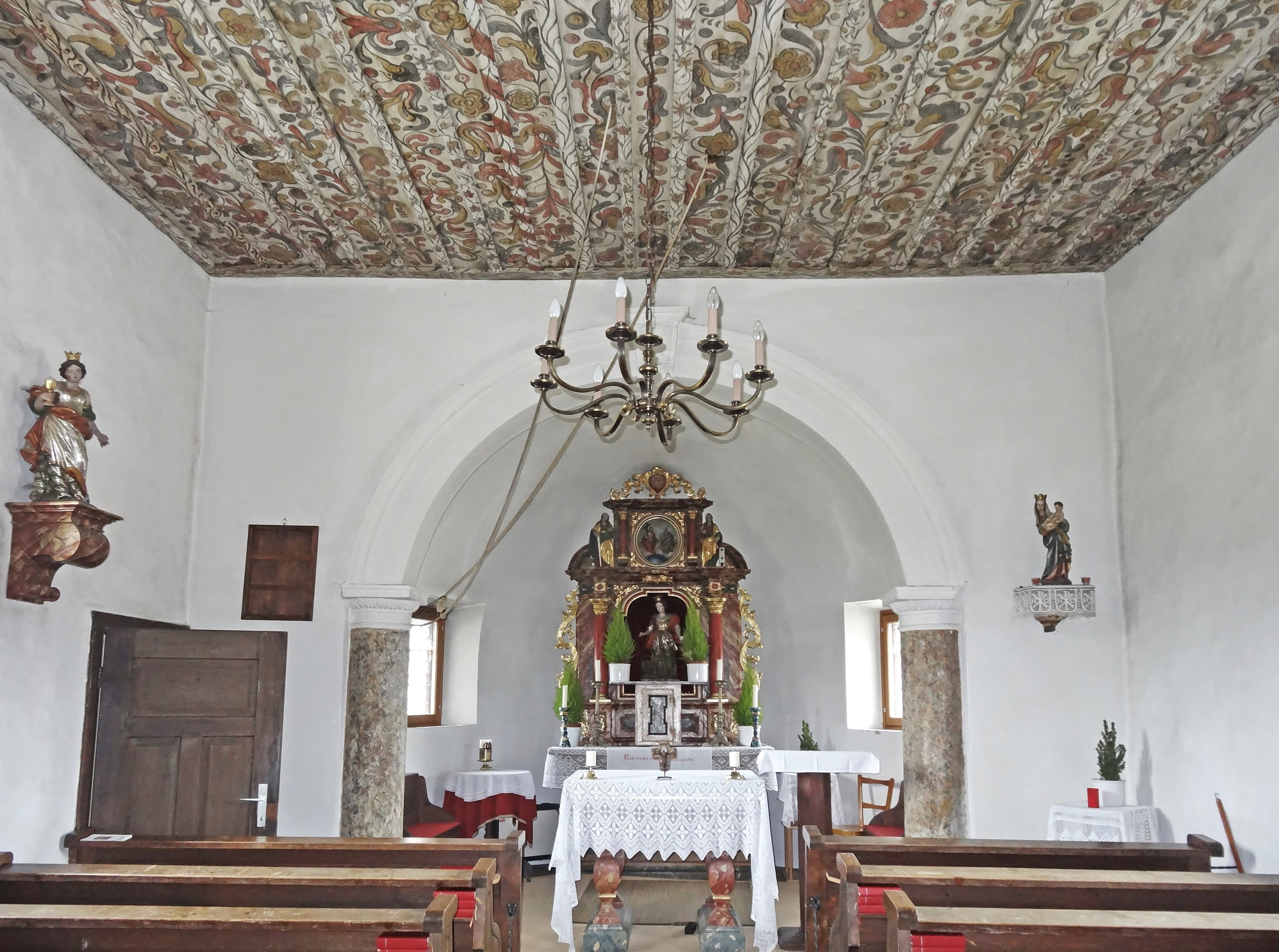
Innenansicht

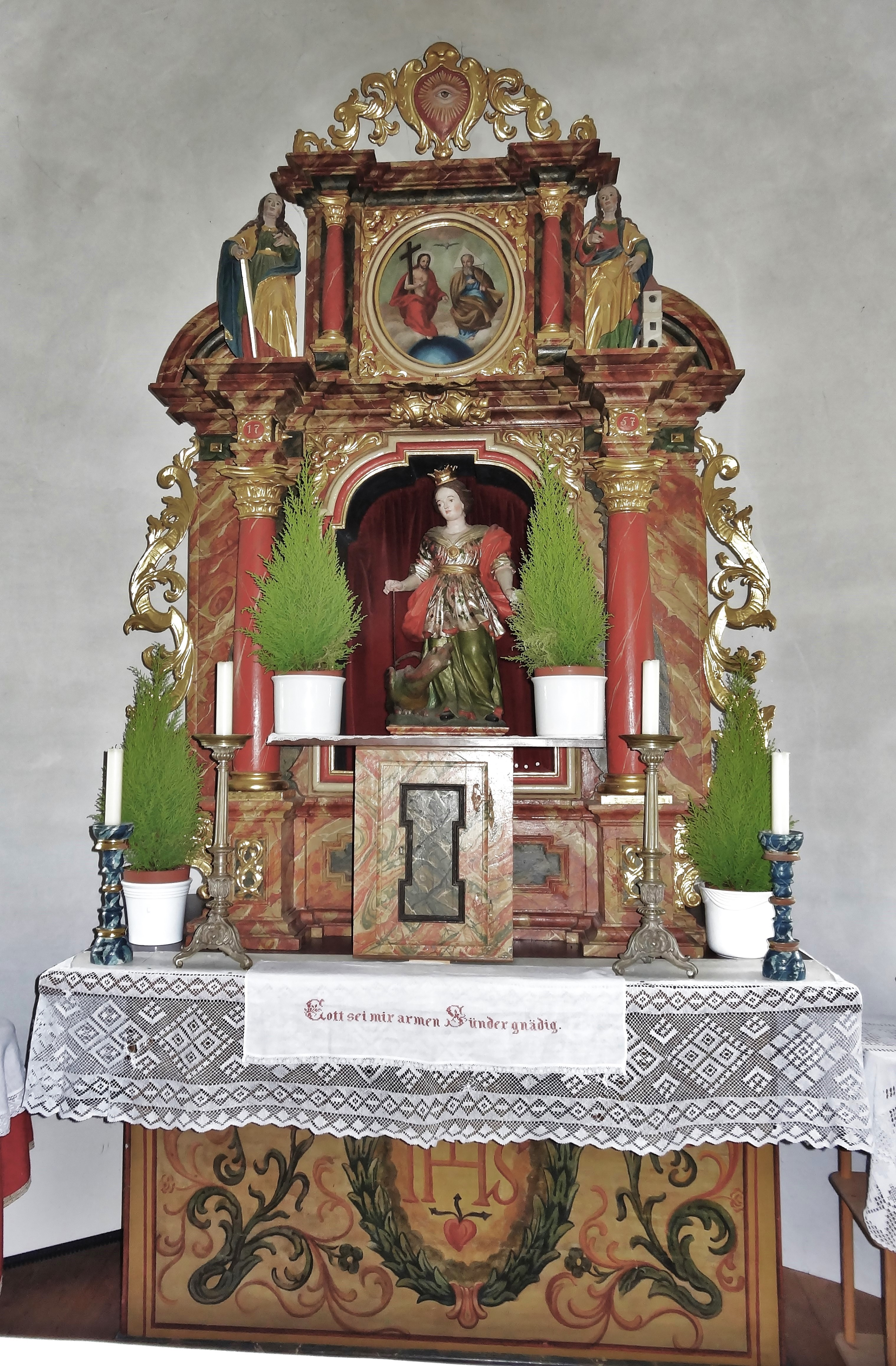
Der Altar

Die römisch-katholische Kirche St. Margarethen in der Ortschaft Tiffen der Gemeinde Steindorf am Ossiacher See ist eine Filialkirche der Pfarre Tiffen und der hl. Margarethe geweiht.

## Geschichte
Die Kirche wurde erstmals 1499 urkundlich erwähnt.

## Bauwerk
Der kleine romanische Bau mit östlichem Dachreiter ist im Osten mit einer eingezogenen Rundapsis abgeschlossen. Im Norden ist die Sakristei angebaut. Das Langhaus und der Chor sind mit Steinplattln gedeckt. Das rundbogige Westportal mit eisenbeschlagener Tür ist durch eine Vorlaube mit Obergeschoß geschützt.
An der südlichen Außenwand sind Wandmalereireste der hl. Margarethe mit Drachen und der hl. Katharina mit Rad sowie eine Signatur freigelegt worden. Die flache Holzdecke des Langhauses ist mit farbigem Rankenwerk bemalt. Die hölzerne Westempore steht auf zwei hölzernen Rundsäulen.

## Einrichtung
Im Schrein des zweistöckigen barocken Ädikula-Altars mit der Jahreszahl 1757 steht eine Statue der hl. Margarethe mit Drachen. Darüber ist die Heilige Dreifaltigkeit als Medaillon-Gemälde dargestellt. Assistenzfiguren sind links die hl. Katharina mit Schwert und rechts die hl. Barbara mit Turm als Attribut. Der Aufsatz zeigt ein Auge Gottes im Strahlenkranz.
An der Nordwand sind Konsolfiguren der hll. Barbara und Katharina angebracht.

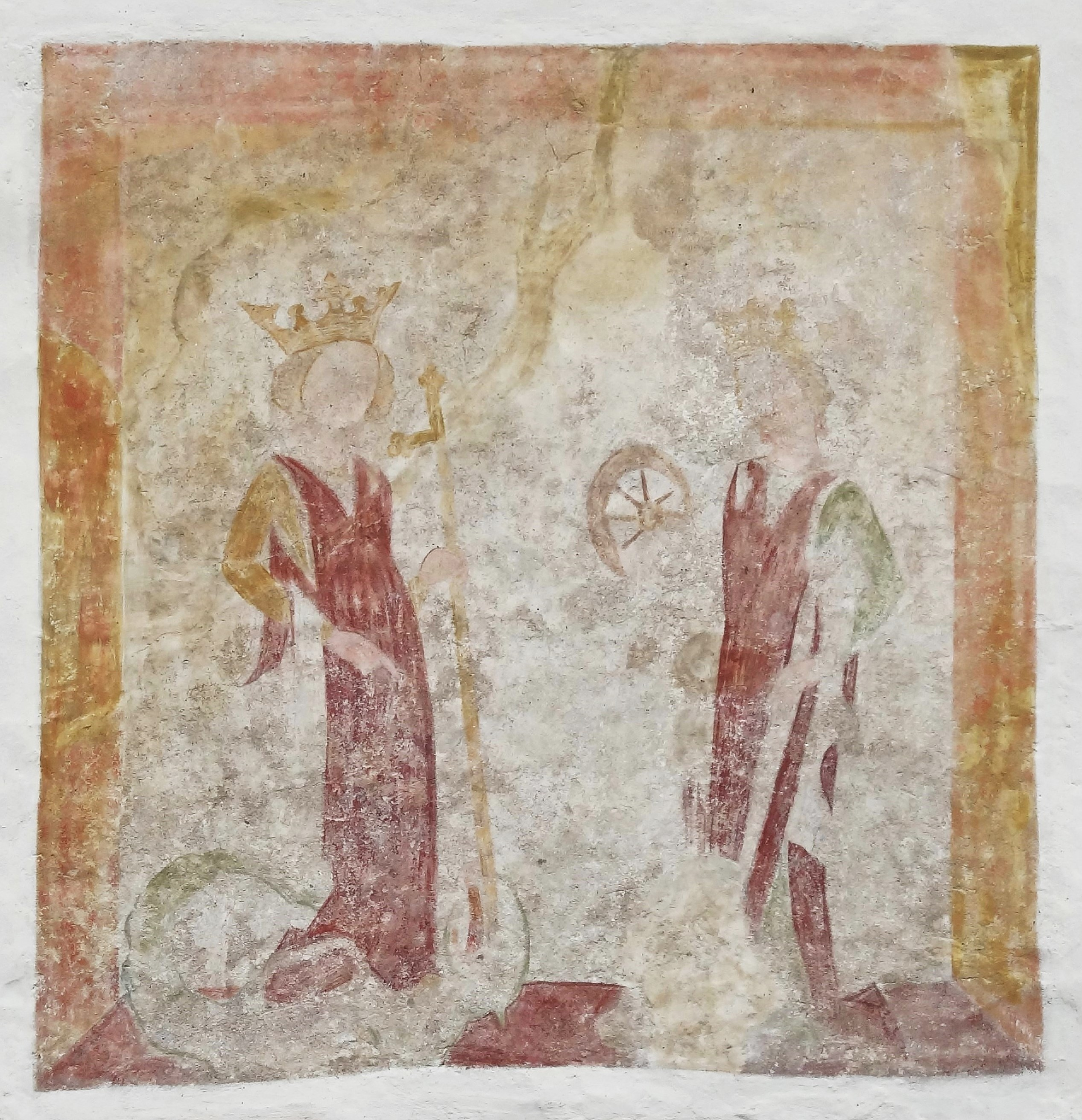
Fresko an der Außenwand
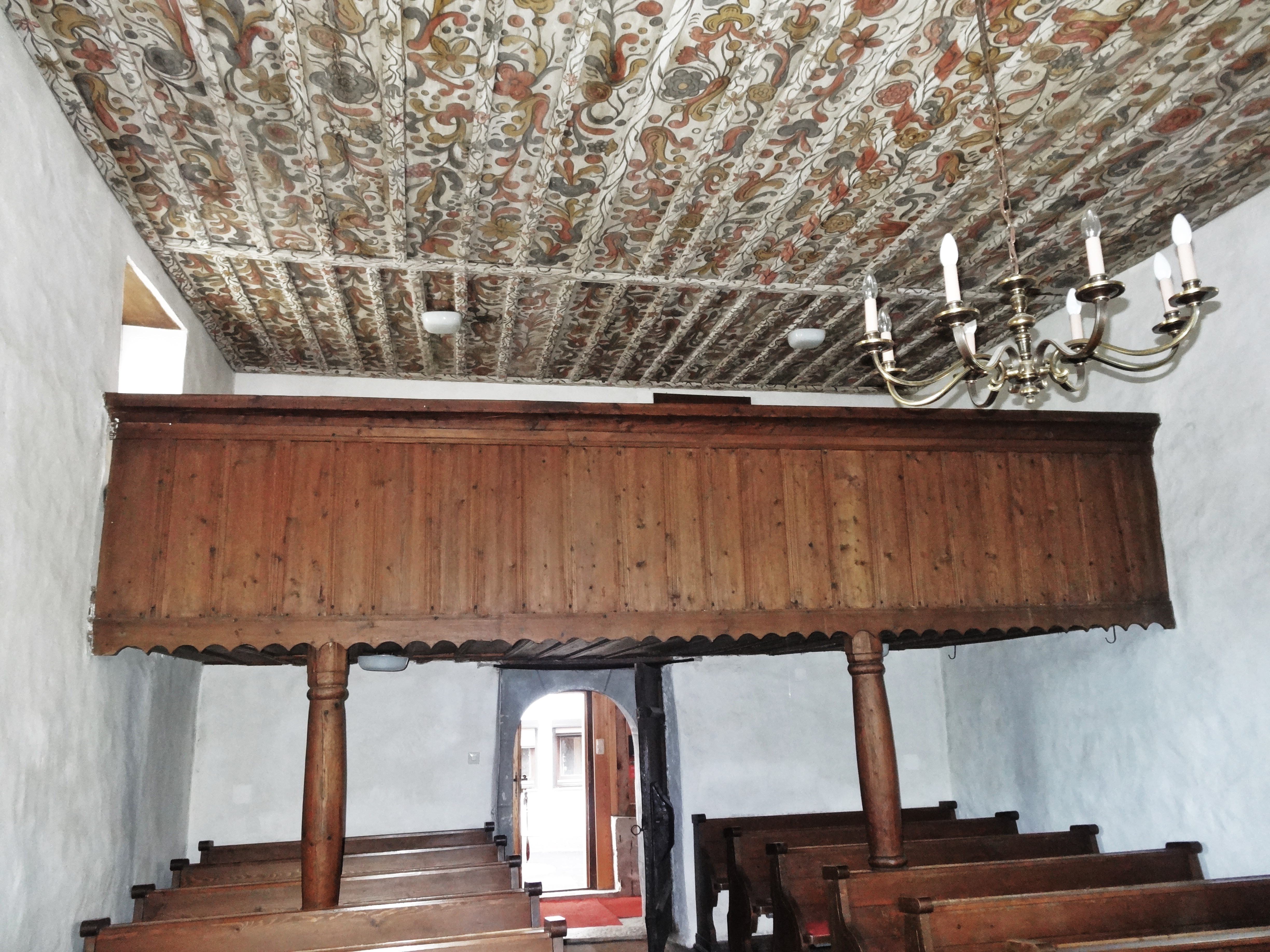
Die Westempore
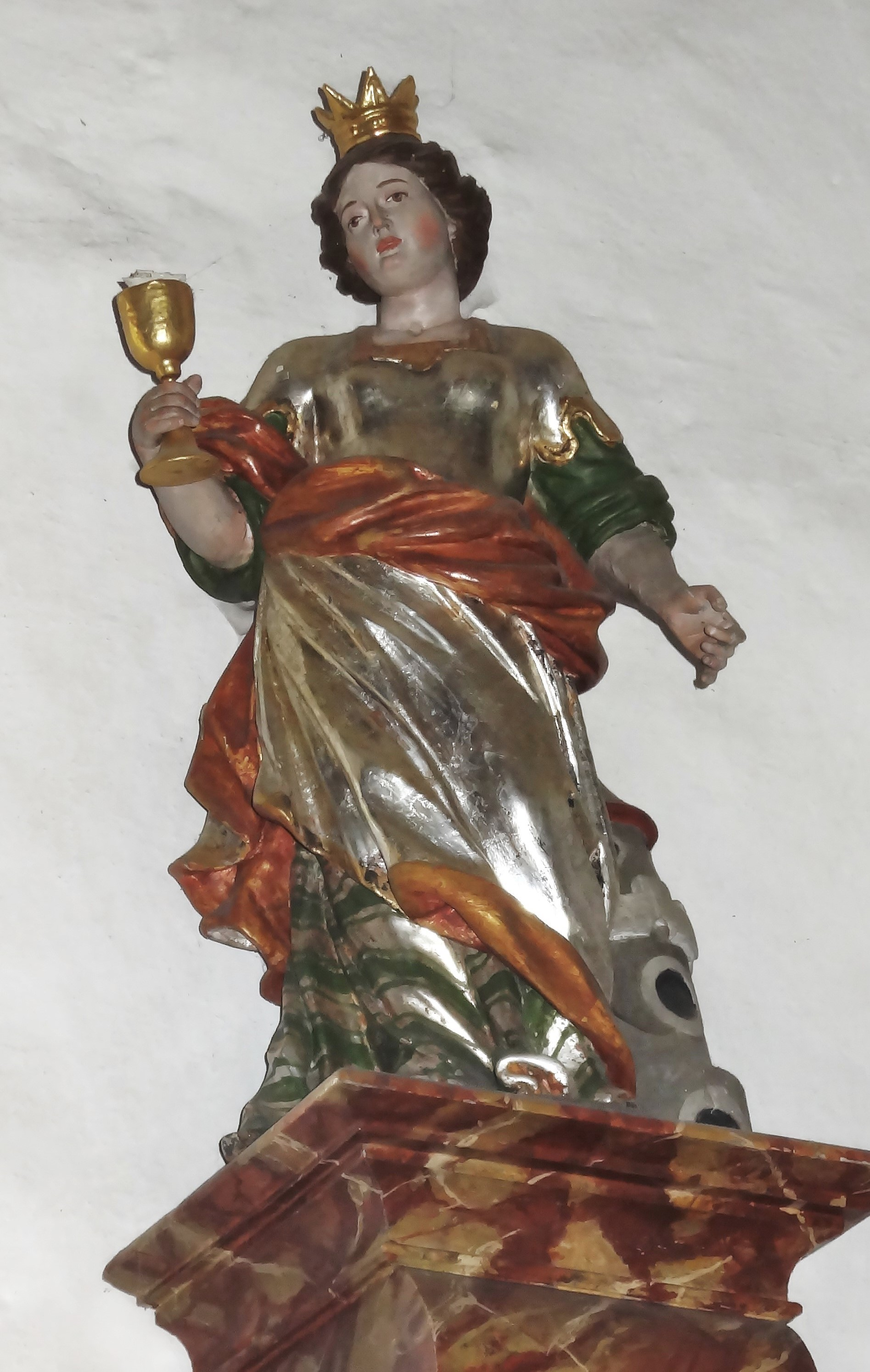
Die hl. Barbara
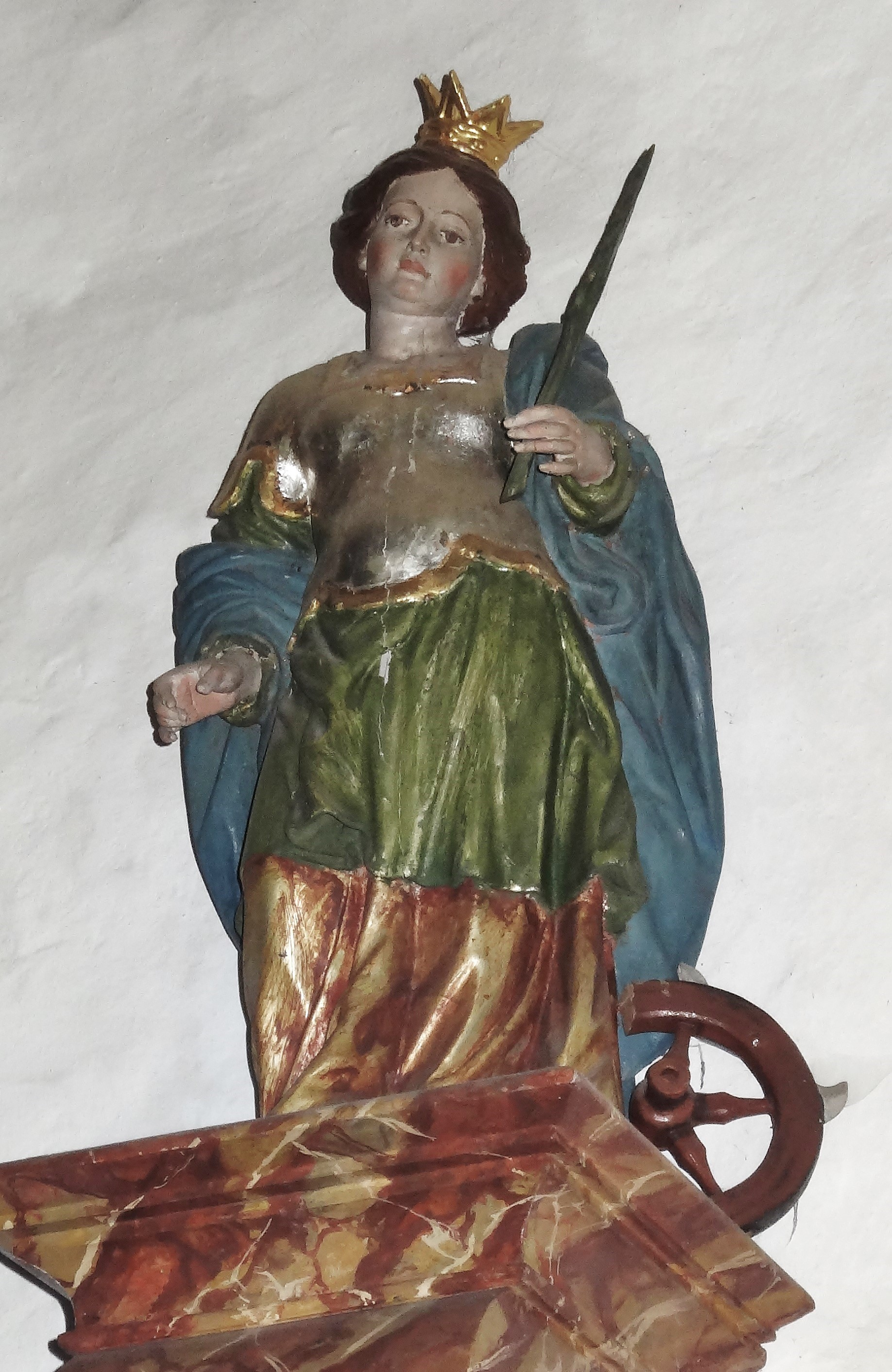
Die hl. Katharina

## Umgebung
Unmittelbar östlich an die Kirche anschließend steht eine als Naturdenkmal geschützte Sommerlinde (Listeneintrag).